# スペイン国立管弦楽団
スペイン国立管弦楽団（スペインこくりつかんげんがくだん、西：Orquesta Nacional de España）は、スペインのマドリードに本拠を置くオーケストラである。

## 概要
スペイン内戦終結後の1940年、戦前にマドリード市内にあったオーケストラを再編する形で設立。歴代の指揮者としてバートロメイ・ペレス・カサス、アタウルフォ・アルヘンタ、ラファエル・フリューベック・デ・ブルゴス、アントニ・ロス＝マルバ、ヘスス・ロペス＝コボス、アルド・チェッカート、ホセプ・ポンスらがおり、2014年からディヴィッド・アフカムが首席指揮者を務めている。
代表的なレコーディングとして、アルヘンタ指揮・ナルシソ・イエペス独奏によるロドリーゴの『アランフエス協奏曲』『ある貴紳のための幻想曲』やホアキン・トゥリーナ『セビーリャ交響曲』などがある。

## 歴代首席指揮者
- バートロメイ・ペレス・カサス（1940年-1949年）
- アタウルフォ・アルヘンタ（1947年-1958年）
- ラファエル・フリューベック・デ・ブルゴス（1962年-1978年）
- アントニ・ロス＝マルバ（1978年-1981年）
- ヘスス・ロペス＝コボス (1984年-1989年)
- アルド・チェッカート（1991年-1994年）。
- ホセプ・ポンス（2003年-2011年）
- ディヴィッド・アフカム（英語版）（2014年- ）
- ケント・ナガノ（2026年–）次期首席指揮者[2]